# The Ducktators
The Ducktators è un cartone animato di propaganda anti-nazista prodotto dalla Warner Bros. nel 1942 sotto la supervisione di Norman McCabe.

## Trama
Il film è ambientato in una fattoria, dove delle anatre che stanno aspettando un anatroccolo osservano dischiudersi il loro uovo, dall'insolito colore nero: da esso emerge un'anatra bianca coi baffi a francobollo, chiarissimo riferimento ad Adolf Hitler, che subito fa il saluto nazista gridando "Sieg Heil!".
Divenuto adulto il cucciolo d'anatra pronuncia discorsi aggressivi e violenti nei confronti degli altri animali della fattoria, cercando di creare un vasto fronte bellico contro di loro: l'unico alleato che trova è una tronfia oca grassa e nera (in riferimento alle camicie nere) dall'accento napoletano, ossia Benito Mussolini, che comincia anch'essa a sfoderare una retorica guerrafondaia venendo ascoltata ed applaudita solo da un piccolo pulcino, costretto con la forza ad assistere allo "spettacolo".
Dopo questi avvenimenti, vengono inviate delle truppe a circondare la zona, mentre una colomba (rappresentata come una caricatura di Franklin Roosevelt), osservandoli dall'alto, piange perché è conscia della violenza che di lì a poco si scatenerà. Tra le anatre e le oche si svolge una conferenza di pace, ma ormai Hitler toglie il trattato dalle mani del possibilista Mussolini e lo strappa; dopo ciò aggredisce fisicamente tutti gli astanti scatenando una lotta furibonda.
Nel frattempo, per dar manforte ai due alleati dell'Asse, si mette in viaggio verso la fattoria un'anatra giapponese, Tōjō (anche se spesso viene identificata, erroneamente, con l'imperatore Hirohito), che durante il tragitto in mare pianta un cartello con da un lato la bandiera di guerra nipponica e dall'altro la scritta "Japanese Mandate Island" (Isola sotto mandato giapponese) su ogni isola che trova per rivendicarne il possesso. Distrattamente però infilza una tartaruga che, riemergendo dall'acqua, la aggredisce colpendola varie volte con lo stesso cartello. L'anatra nipponica tenta invano di spacciarsi per cinese (che in quel momento erano parte delle forze alleate) mostrando un distintivo con su scritto "I AM CHINESE" (e con la sottoscrittura "made in Japan"), ma la tartaruga non ci casca rispondendo sarcasticamente di essere "una zuppa di tartaruga" continuando ad attaccare l'anatra.
L'oca italiana, l'anatra tedesca e quella giapponese si mettono in marcia con le loro truppe verso la conquista della fattoria: la colomba prima cerca di dialogare con loro, ma viene calpestata e di conseguenza reagisce con la forza, sconfiggendoli definitivamente. Mentre il trio di dittatori tenta la fuga, un Minutemen, raffigurato su un manifesto che recita "For Victory, Buy United States Victory Bonds", prende vita emergendo dal poster, facendo fuoco sui tre col suo moschetto. Infine la colomba narra tale storia ai suoi due figli Pace e Quiete mentre espone con orgoglio sulle mura di casa le teste martoriate dei tre nemici a mo' di trofeo di caccia; il cartone termina con un invito propagandistico e patriottico pro-USA ad acquistare i buoni dello stato (bond).

## Riferimenti politici
Nel corto sono presenti vari riferimenti politici: l'anatra bianca che fa il saluto nazista ha i baffetti a francobollo, parla in tedesco, indossa gli stivali e diffonde in ogni dove l'emblema della svastica rappresenta Hitler. L'oca italiana, grassa e completamente nera, viene chiamata "Duce!" da un pollo e rappresenta Mussolini. L'anatra giapponese rappresenta Hideki Tōjō.
Un altro richiamo al nazismo vi è al momento della rissa finale: infatti il covo delle truppe dei tre dittatori che viene assaltato e distrutto si chiama "GESTINKO/GESTAPO". Verso la fine del cartone compare anche un coniglio coi baffoni che aiuta gli animali della fattoria a combattere i nemici, prendendoli a martellate: alcuni ritengono si tratti di Stalin, ma sul sito cartoonsearch.com viene presentato come caricatura di Jerry Colonna, noto attore comico italo-americano.
Vi sono tuttavia anche diversi errori, come il fatto che viene mostrato Mussolini ispirato politicamente ed ideologicamente da Hitler, mentre invece nella realtà è accaduto il contrario. Oppure il caricaturale e ridicolo accento italo-americano dato al Duce che suggerirebbe un'origine napoletana, cosa praticamente impossibile dato che Mussolini era di origine romagnola, e durante i suoi discorsi e comizi parlava un italiano perfetto senza alcun'inflessione o accento.

## Distribuzione
Il copyright non è stato rinnovato alla scadenza e il corto è oggi di pubblico dominio.